# Rose Namajunas
Rose Namajunas (Milwaukee, 29 juni 1992) is een Amerikaans MMA-vechtster van Litouwse afkomst. Ze was van november 2017 tot en met mei 2019 en van april 2021 tot maart 2022 wereldkampioen strogewicht (tot 52 kilo) bij de UFC.

## Carrière
Namajunas werd geboren als dochter van twee Litouwse ouders. Ze deed in haar jeugd aan taekwondo, karate en jiujitsu en begon tijdens haar middelbareschooltijd met kickboks- en MMA-training. Ze behoorde daarnaast tot het worstelteam van de Milwaukee High School of the Arts.
Namajunas begon met MMA als amateur en bleef drie jaar ongeslagen. Ze debuteerde in januari 2013 als prof onder de vlag van de organisatie Invicta FC. Ze won die dag van Emily Kagan door middel van een verwurging (rear-naked choke). Drie maanden later gebruikte ze een vliegende armklem om in twaalf seconden te winnen van Kathina Catron. Namajunas leed in juli 2013 haar eerste nederlaag. De jury wees Tecia Torres toen na drie ronden van vijf minuten unaniem aan als winnares.
Namajunas werd in 2014 geselecteerd voor deelname aan het twintigste seizoen van The Ultimate Fighter. Hierin kreeg ze de kans om via een afvaltoernooi de eerste UFC-kampioen in het strogewicht te worden. Ze bereikte de finale, maar verloor daarin van Carla Esparza (rear-naked choke). Namajunas kreeg een contract bij de UFC en versloeg vervolgens zowel Angela Hill als Paige VanZant (beiden middels rear-naked choke). Ze nam in april 2016 revanche op Torres met een overwinning op basis van een unanieme jurybeslissing. Karolina Kowalkiewicz stopte daarna haar zegereeks (verdeelde jurybeslissing).

## UFC-kampioen

### Eerste UFC-titel
Namajunas herstelde zich van de nederlaag tegen Kowalkiewicz met een overwinning op voormalig Invicta-kampioene Michelle Waterson (rear-naked choke). De UFC gunde haar vervolgens een titelgevecht tegen de regerend, tot op dat moment ongeslagen UFC-kampioene Joanna Jędrzejczyk. Dit vond plaats op 4 november 2017. Namajunas sloeg Jędrzejczyk na ruim drie minuten in de eerste ronde van hun gevecht (technisch) knock-out. De Poolse ging eerst neer na een stoot met rechts, maar krabbelde toen nog op. Namajunas vloerde haar vlak daarna opnieuw met een klap op haar kaak en volgde die op met nog een stoot toen Jędrzejczyk neer was. De arbitrage beëindigde daarop het gevecht, wat betekende dat Namajunas de nieuwe kampioen was.
Namajunas verdedigde haar titel op 7 april 2018 voor het eerst door Jędrzejczyk opnieuw te verslaan. Ze moest deze keer voor het eerst in haar carrière vijf ronden van vijf minuten volmaken, maar daarna wees de jury haar unaniem aan als winnares. Jéssica Andrade nam haar in mei 2019 de strogewichttitel af. Namajunas domineerde anderhalve ronde, totdat Andrade haar optilde en voluit tegen de vloer gooide. Namajunas ging direct knock-out.

### Tweede UFC-titel
Namajunas nam in juli 2020 revanche op Andrade. Na vijf volle ronden wees de jury haar als winnaar aan (split decision). De UFC gunde haar vervolgens de kans om opnieuw de titel in het strogewicht te winnen. Die was inmiddels in bezit van Zhang Weili. Namajunas versloeg de Chinese in april 2021 door haar na ruim een minuut in hun gevecht knock-out te trappen met een schop naar het hoofd. Ze won zeven maanden later ook hun rematch. Zhang Weili gaf haar deze keer vijf volle ronden partij, maar de jury weest Namajunas na afloop aan als winnaar (split decision). Namajunas' tweede periode als titelhouder eindigde op 7 mei 2022. Carla Esparza was die dag in de ogen van de jury de betere (split decision).